# 二戶市
二戶市（日语：／ Ninohe shi */?）是位於日本岩手縣北邊的城市。市名源自於中世紀統治當地的南部氏將其領地從一戶劃分至九戶，故得名「二戶」。轄區東西兩邊皆被山岳包圍，馬淵川流經市中心並往北流，當地人口則多集中在二戶車站與斗米站的周圍地區。二戶市是岩手縣北部的門戶，也是周邊地區的行政、經濟與醫療等方面的重要據點。當地以淨法寺地區為中心生產生漆（淨法寺漆），其產量約佔日本全國總產量的70%至80%。而淨法寺漆也被用於修復平泉町的中尊寺金色堂、栃木縣的日光東照宮與京都的鹿苑寺金閣等寺院。

## 地理
二戶市境內約70.2%的面積被山林與原野覆蓋。13%的土地為農業用地。西部為奧羽山脈，東部坐落著折爪岳、稻庭岳等海拔700至1000公尺的北上山地的山岳與丘陵，市中心則位於往北流淌的馬淵川河階上。馬淵川的支流安比川也流經西南部地區，並在南端與馬淵川匯流。

### 氣候
二戶市屬於內陸性氣候，寒暖溫差相當大。當地的年均溫約9.5℃，年降雨量約1089毫米。年日照時數則約1640小時。降雪期從11月上旬持續至隔年4月。

## 歷史
據《日本後紀》記載，弘仁2年（811年），征夷大將軍文室綿麻呂率軍攻擊爾薩體村（現今二戶市的仁佐平地區）與幣伊村。 在奈良時代，受聖武天皇敕命的行基於神龜5年（728年）在二戶地區建立八葉山天台寺。而市內的淨法寺地區在中世紀由據說是畠山重忠後裔的淨法寺氏統治，因此得名為「淨法寺」。
文治5年（1189年），甲斐國的南部光行因在奧州合戰中立下戰功，而被源賴朝授予陸奧國的糠部五郡，當地也變成南部氏的領地。南部氏為管理領地内飼養戰馬的牧場，將糠部郡劃為一戶至九戶，而當地也因此得名為「二戶」。
明應年間（1492年至1501年），九戶光政在當地興建九戶城。天正8年（1580年）南部氏第24代當主南部晴政去世後，南部氏內部分為擁護南部信直擔任家主的一方，以及擁護南部晴繼擔任家主的九戶政實一方。在南部信直出任南部氏第25代家主後，九戶政實趁著豐臣秀吉實施奧州仕置之際於天正19年（1591年）3月舉兵反抗，為九戶政實之亂。同年的9月1日，被豐臣秀吉派去平定奧州一揆的大軍抵達馬淵川流域，並且於隔日包圍九戶城。3天後，九戶政實開城投降，並且與其他主謀被送往宮城縣的三迫處死。動亂結束後，豐臣秀吉命蒲生氏鄉整修九戶城，而南部信直則將其改名為福岡城。江戶時代，福岡城於寛永13年（1636年）被廢城。
明治維新後，日本實施廢藩置縣。明治9年（1876年），二戶地區編入岩手縣内。明治22年（1889年），日本在當地實施町村制，並將大清水村、駒嶺村、淨法寺村、御山村與漆澤村合併成淨法寺村。昭和15年（1940年）淨法寺村改制為淨法寺町。昭和30年（1955年），御返地村、斗米村、石切所村與爾薩體村併入福岡町。昭和47年（1972年），金田一村併入福岡町並改制成二戶市。平成18年（2006年）1月1日，淨法寺町與二戶市合併成現今的二戶市。

## 行政
現任市長藤原淳於2022年1月在選舉中第2次成功連任，其任期將持續至2026年1月。

## 經濟
根據日本2015年的國勢調查統計，二戶市的就業人口中有18.8%從事第一級產業，26%的就業人口從事第二級產業，54.7%則從事第三級產業。當地以生產淨法寺漆的傳統工藝而聞名，其產量約佔日本國內生漆總產量的70%至80%。而淨法寺漆也被用於修復平泉町的中尊寺金色堂、栃木縣的日光東照宮與京都的鹿苑寺金閣等寺院。

## 教育
二戶市内共有8所小學校、3所中學校與2所高等學校。根據2023年的統計，市內小學校的學生總人數為1001名，中學校共有531名學生，高等學校則共有513名學生。

## 交通
國道4號以南北向穿越二戶市的市中心，國道395號則往東延伸。鐵路方面，JR東日本的東北新幹線與IGR岩手銀河鐵道的岩手銀河鐵道線通過二戶市。位於市中心的二戶車站為東北新幹線與岩手銀河鐵道線共同使用的車站，岩手銀河鐵道線則在北部另設斗米站與金田一溫泉站。